# Persée et Andromède (Ibert)
Persée et Andromède ou Le plus heureux des trois (deutsch etwa: „Perseus und Andromeda oder Der Glücklichste unter dreien“) ist eine Oper in zwei Akten des französischen Komponisten Jacques Ibert über den antiken griechischen Mythos von Perseus und Andromeda. Das Libretto stammt von Iberts Schwager „Nino“ (Michel Jean Veber) und basiert auf den Moralités légendaires von Jules Laforgue. Die Uraufführung fand am 15. Mai 1929 an der Pariser Oper statt.

## Handlung

### Vorgeschichte
Andromèdes Mutter Kassiopeia prahlte damit, dass sie schöner sei als die Nereiden, die Begleiterinnen des Meeresgotts Poseidon. Zur Strafe dafür sandte Poseidon das Seeungeheuer Cathos, das die Küstengegend verwüstete. Ein Orakel riet dazu, dem Ungeheuer ein Opfer darzubieten, um es zu besänftigen. Die Wahl fiel auf Andromède, die zu diesem Zweck nackt auf einen Felsen im Meer ausgesetzt wurde. Cathos verliebte sich jedoch in das Mädchen und weigerte sich, ihm etwas anzutun.

### Erster Akt
Einsame Insel aus gelbgrauen Dünen; in der Mitte Andromedas Felsen; rechts die Höhle des Ungeheuers
Andromède schläft nackt auf ihrem Felsen. Cathos wacht in Gestalt einer großen Schildkröte über sie. Die sechs Nereiden besingen den bevorstehenden Sonnenaufgang, als die Meeresnymphe Thétis eintrifft und Cathos im Auftrag der Göttin Junon auffordert, endlich seine Bestimmung zu erfüllen. Sonst werde ein Held erscheinen, Andromède befreien und ihn töten. Cathos bleibt dennoch bei einem Entschluss, das Mädchen zu schützen. Er vertreibt die Nereiden und die von diesen zu Hilfe gerufene Furien (Ballett). Zwischendurch beruhigt er Andromède mit Märchen und Liebesliedern. Mit dem ersten Sonnenstrahl fliehen die Furien endgültig, und er zieht sich in seine Höhle zurück. Andromède erwacht mit eine Freudenruf (Arie: „Encore un jour d’automne“). Sie hat von einem schönen Helden geträumt und ist nun enttäuscht, dass er nicht real war. Sie fragt Cathos um Rat, der ihr verschiedene Tipps gibt, sich die Zeit zu vertreiben (Duett: „Si tu voulais au moins“). Schließlich beginnen sie ein Schachspiel (Ballade des Ungeheuers: „Il était une fois“), das die ungeduldige Andromède aber nicht lange durchhält. Sie ergreift eine Schleuder und springt auf die Klippen, um nach Vögeln zu jagen. Cathos schaut ihr kopfschüttelnd zu.

### Zweiter Akt
Dasselbe Bild bei Sonnenuntergang
Andromède betrachtet ihre langen goldenen Haare und ihre Gesicht in einem Wasserspiegel und denkt dabei an den Helden aus ihrem Traum (Arie: „Bientôt mes yeux“). Da nähert sich am Himmel ein riesiger Vogel, dessen Schatten große Kreise auf der Bühne zeichnet. Es ist Persée auf seinem geflügelten Pferd Pégase, der Andromède mit seinem goldenen Helm sehr vornehm erscheint. Er umwirbt sie sofort selbstbewusst (Arie: „Pour toi, j’ai traversé“ – Arie: „Si je vous aime“). Als Cathos aus seiner Höhle kommt, entfernt Persée Andromède mit einer Schutzgebärde, bevor er den Gorgonenkopf der Méduse hervorholt und dem Ungeheuer zeigt. Ihr Blick soll Cathos in Stein verwandeln. Zu seinem Erstaunen wirkt der Zauber nicht, denn die Augen der Gorgone sind geschlossen. Persée ergreift nun sein Schwert und kann Cathos schließlich im Kampf besiegen. Unterdessen ist die Nacht angebrochen und der Vollmond zeigt sich. Cathos verabschiedet sich sterbend von Andromède. Persée zeigt kein Mitleid mit der Kreatur, sondern fordert Andromède kalt auf, ihm nach Cythère zu folgen. Entsetzt über dieses Verhalten weigert sich Andromède. Auch wenn sie Cathos’ Liebe nicht erwiderte, hatte sie doch Freundschaft mit ihm geschlossen. Persée steigt auf sein Pferd und entschwindet höhnisch spottend in der Nacht. Andromède trauert um Cathos, dessen Wert sie erst jetzt richtig erkennt (Arie: „Pauvre, ô pauvre monstre“). Sie fleht die Götter an, ihm das Leben zurückzugeben und sie selbst an seiner statt zu nehmen. Plötzlich ersteht aus dem Rückenschild des Ungeheuers ein wunderschöner Prinz. Er dankt Andromède für ihre Jungfrauenliebe, die seinen Fluch endlich gelöst habe. Er verspricht ihre seine Liebe und seinen Schutz und führt sie mit sich zu seinem Traumpalast im Himmel (Duett: „Andromède, merci“).

## Gestaltung
Der Text ist eine phantasievolle Bearbeitung des antiken Mythos, die Ibert auf ironische und respektlose Weise vertonte. Das Ergebnis ist eine Mischung aus ernster und komischer Oper.
Die Orchesterbesetzung umfasst die folgenden Instrumente:
- Holzbläser: drei Flöten (3. auch Piccolo), zwei Oboen, Englischhorn, zwei Klarinetten in B, drei Fagotte, Sarrusophon oder Kontrafagott
- Blechbläser: vier Hörner, drei Trompeten in C, zwei Kornette in B, drei Posaunen, Tuba
- vier Pauken, Schlagzeug: Tambour de basque, Kastagnetten, Tambour, Becken, große Trommel, Tamtam, Peitsche, Xylophon, Celesta, Timbre
- zwei Harfen
- Streicher

## Werkgeschichte
Jacques Ibert komponierte seine Oper Persée et Andromède 1921 während seines Aufenthalts in Rom nach dem Gewinn des Prix de Rome. Sie ist Jacques Rouché, dem Direktor der Pariser Oper gewidmet. Das Libretto verfasste Iberts Schwager „Nino“ (Michel Jean Veber). Es basiert auf den Moralités légendaires von Jules Laforgue. Eine erste konzertante Teilaufführung gab es am 24. Dezember 1924 am Pariser Konservatorium. Die eigentliche Uraufführung war am 15. Mai 1929 an der Pariser Oper in einer Inszenierung von Pierre Chéreau mit Ausstattung und Kostümen von Jean-Gabriel Daragnès und einer Choreografie von Léo Staats. Die musikalische Leitung hatte Henri Büsser. Die Solisten waren Fanny Heldy (Andromède), Miguel Villabella (Persée), André Pernet (Cathos) und Jeanne Manceau (Thétis).

## Aufnahmen
- 27. Mai 1963 – Eugène Bigot (Dirigent), Orchestre Philharmonique de Radio France, Chœurs du Radio France.
 Andrée Esposito (Andromède), Marcel Huylbrock (Persée), Jacques Mars (Cathos), Janine Collard (Thétis).
 Live, konzertant aus Paris.
 Bourg BG 3002 (1 LP).[7]:7413
- 19.–20. Juni 2002 – Jan Latham-König (Dirigent), Orchestre Philharmonique de Strasbourg, Frauenvokalensemble des Konservatoriums Straßburg.
 Annick Massis (Andromède), Yann Beuron (Persée), Philippe Rouillon (Cathos), Mélanie Moussay (Thétis).
 Studioaufnahme aus der Salle Erasme des Palais de la Musique et des Congrès in Straßburg.
 AVIF 0008 (1 CD).[8][7]:7414